# Ферран Олівелья
Ферран Олівелья (кат. Ferran Olivella, ісп. Fernando Olivella, 22 червня 1936, Барселона — 14 травня 2023) — іспанський каталонський футболіст, що грав на позиції захисника.
Протягом усієї кар'єри виступав за рідну «Барселону», з якою став дворазовим чемпіоном Іспанії, чотириразовим володарем Кубка Іспанії та триразовим володарем Кубка ярмарків. а також національну збірну Іспанії. У складі збірної — чемпіон Європи та учасник чемпіонату світу.

## Клубна кар'єра
Вихованець «Барселони» з однойменного рідного міста. У 1954 році Олівелья потрапив до резервної команди «Еспанья Індустріаль», яка грулу у Сегнуді, де провів два матчі. Через два роки він був переведений в основну команду на сезон 1956/57. Відразу ж зарекомендувавши себе, він провів у свій перший сезон 42 гри.
З 1963/64 Олівелья грав на місці центрального захисника. У 1964 році він був призначений капітаном «Барселони» і був ним аж до завершення кар'єри в 1969 році. Він зіграв близько 500 ігор за «Барселону», включаючи товариські матчі. Його єдиний гол був забитий у матчі з «Лас-Пальмасом» в 22 турі чемпіонаті сезону 1959/60. Разом з Олівельєю «Барса» перемогла в чемпіонаті Іспанії в 1959 і 1960 роках. Також він тричі вигравав Кубок ярмарків і чотири рази Кубок Іспанії.
1956 року перейшов до клубу «Барселона», за який відіграв 13 сезонів. За цей час двічі виборював титул чемпіона Іспанії, ставав володарем Кубка ярмарків (тричі). Завершив професійну кар'єру футболіста виступами за команду «Барселона» у 1969 році.

## Виступи за збірну
Виступав за збірну Іспанії (U-18), у складі якої став переможцем Юніорського турніру ФІФА 1954 року у ФРН. Пізніше виступав за другу та аматорську збірні.
31 березня 1957 року дебютував в офіційних матчах у складі національної збірної Іспанії в товариській грі з Бельгію (5:0).
У складі збірної був учасником домашнього чемпіонату Європи 1964 року, здобувши того року титул континентального чемпіона. Олівелья був капітаном команди і зіграв у обох матчах на турнірі. Залишався капітаном «червоної фурії» до кінця 1965 року, коли зіграв свої останні матчі за збірну і допоміг команді кваліфікуватись і на чемпіонату світу 1966 року в Англії. На самому «мундіалі» Ферран був у заявці, але на поле вже не виходив.
Загалом протягом кар'єри у національній команді, яка тривала 9 років, провів у її формі 18 матчів. Також у 1966–1968 роках зіграв два матчі за збірну Каталонії.

## Титули і досягнення
- Чемпіон Іспанії (2):

«Барселона»: 1958–59, 1959–60
- Володар Кубка Іспанії (4):

«Барселона»: 1957, 1958–59, 1962–63, 1967–68
- Володар Кубка ярмарків (3):

«Барселона»: 1955–58, 1958–60, 1965–66
- Чемпіон Європи (1):

Іспанія: 1964
- Чемпіон Європи (U-18): 1954